# 幡谷豪男
幡谷 豪男（はたや ひでお、1929年〈昭和4年〉8月23日 - 2010年〈平成22年〉8月6日）は、日本の政治家。大阪府堺市長（第17代）。市制施行100周年を担当し、21世紀まで3期連続して就任した。

## 略歴・人物

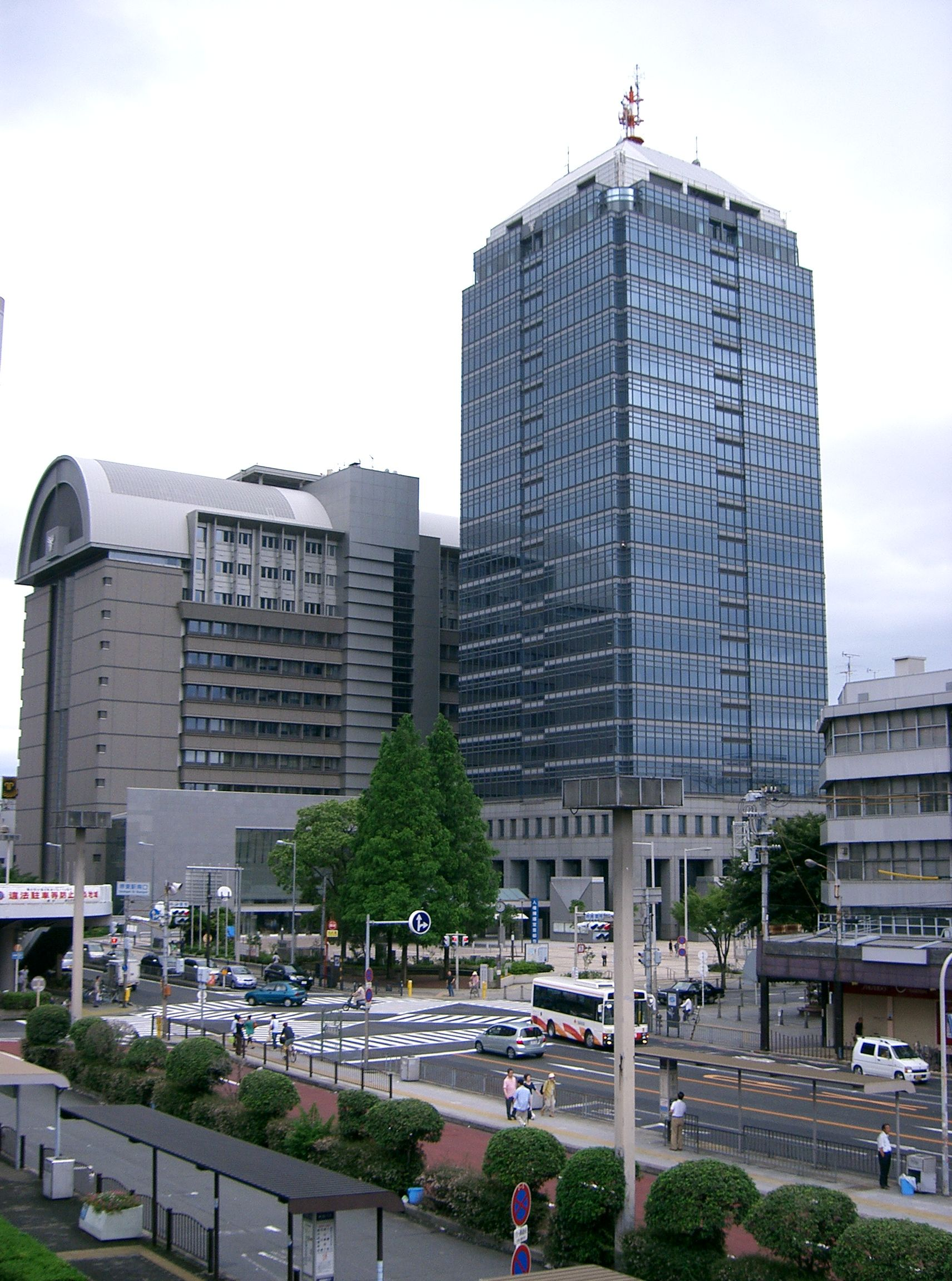
1990年に建て替えられた堺市役所の新庁舎（2007年〈平成19年〉6月撮影）

千葉県、現在の成田市出身。大阪府企画部長、堺市助役などを経て、1989年（平成元年）に堺市長に当選し3期12年間務めた。
1期目の1991年、市制施行100周年事業を締めくくる新庁舎の完成、21世紀を目指す第三次総合計画の開始を担った。
2010年8月6日午後9時28分、胃癌のため堺市の病院で死去。80歳没。